# Provinciaal senator

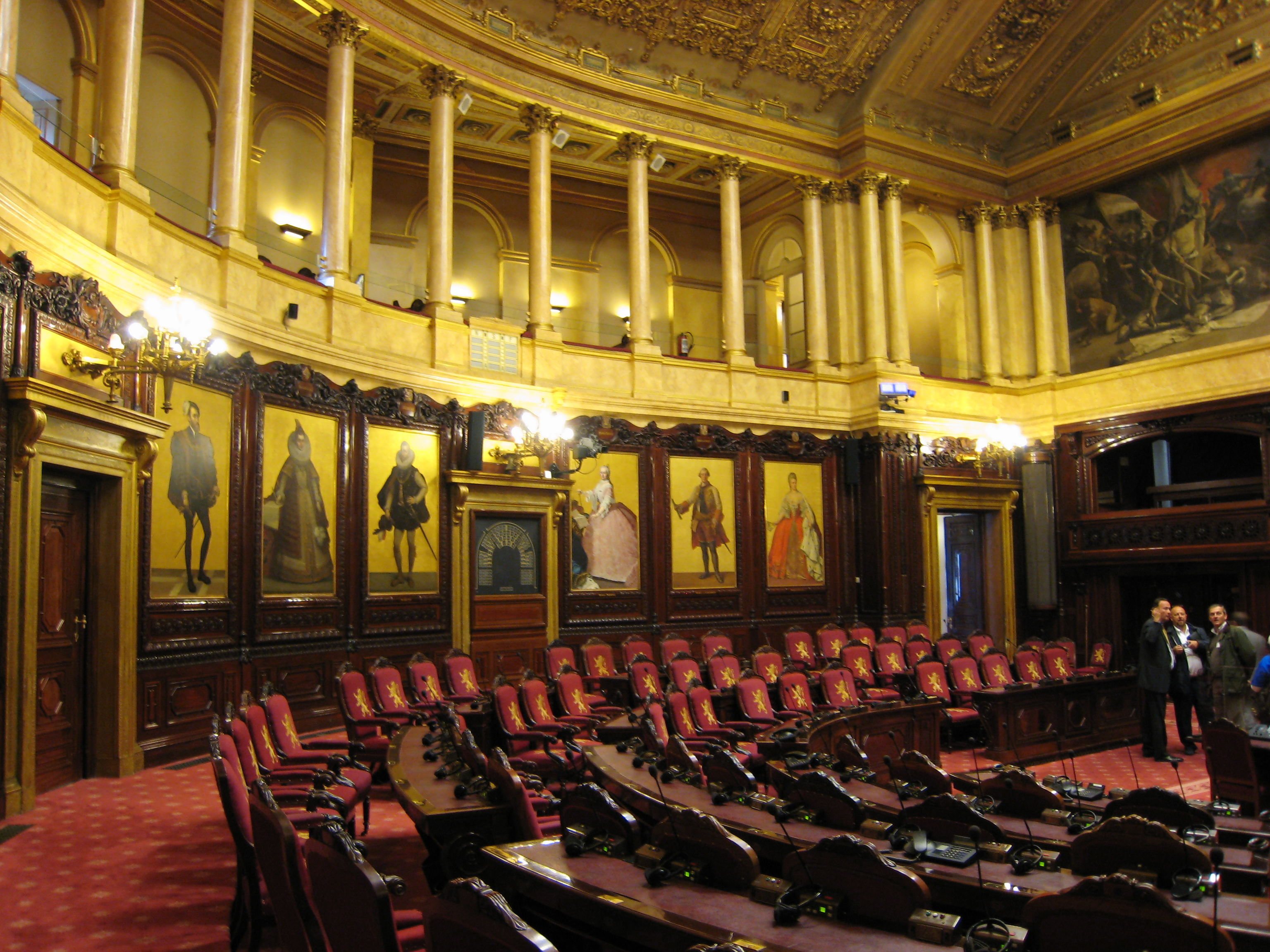
Hedendaags beeld van de plenaire zaal van de Belgische Senaat.

Een provinciaal senator was van 1893 tot 1995 een lid van de Belgische Senaat dat verkozen werd door de negen provincieraden.

## Een nieuwe categorie van senatoren
Naar aanleiding van het invoeren van het algemeen meervoudig stemrecht in 1893 veranderde men de samenstelling van de Belgische Senaat. Men wilde namelijk de invloed van de provincies op de nationale besluitvorming vergroten. Daarom werd een derde categorie van senatoren ingevoerd, naast de rechtstreeks verkozen senatoren en de senatoren van rechtswege. Artikel 53 van de Grondwet van 1831 werd op 7 september 1893 gewijzigd teneinde deze nieuwe categorie van senatoren te verwezenlijken.

## De verkiezing van een provinciaal senator
Het aantal provinciale senatoren dat een provincieraad mocht verkiezen was afhankelijk van het aantal inwoners in de provincie. Vanaf 1894 was dat twee senatoren voor provincies tot 500.000 inwoners, drie tussen 500.000 en een miljoen inwoners en vier voor provincies met meer dan een miljoen inwoners. Vanaf 1921 diende de provincieraad één senator te verkiezen voor elke schijf van 200 000 inwoners in de provincie. Men mocht een extra senator verkiezen indien er na de laatste volle schijf van 200 000 inwoners een overschot van 125 000 of meer inwoners was, met een minimum van drie senatoren voor de kleinste provincies. 
Om tot provinciaal senator te worden verkozen heeft er nooit een cijns gegolden.

### 1894-1921
In de periode vanaf de invoering van het systeem tot de herziening ervan in 1921, gaf dit een totaal van 26 en later 27 provinciale senatoren. De volkstelling van 1900 gaf immers een extra provinciale senator aan Oost-Vlaanderen ten gevolge van bevolkingsgroei.
- Antwerpen: 3
- Brabant: 4
- Henegouwen: 4
- Limburg: 2
- Luik: 3
- Luxemburg: 2
- Namen: 2
- Oost-Vlaanderen: 3, (vanaf 1902) 4
- West-Vlaanderen: 3

Gezien de katholieken de meerderheid hadden in de meeste provincieraden, was de grote meerderheid van provinciale senatoren ook katholiek.

### 1921-1995
Bij de wetgevende verkiezingen van november 1919 was er de anomalie dat de provincieraden, die de 27 provinciale senatoren moesten aanduiden, nog waren samengesteld conform de provincieraadsverkiezingen van 1910 en 1912. De grondwetswijziging van 15 oktober 1921 verfijnde daarom het grondwettelijk kader. De Koning kreeg de bevoegdheid, maar niet de verplichting, om de provincieraden te ontbinden bij de ontbinding van de Senaat. Bovendien mochten provinciale senatoren geen deel uitmaken van de provincieraad die hen verkoos. Evenmin mochten zij daarvan deel hebben uitgemaakt gedurende het jaar van de verkiezing of gedurende de twee voorbije jaren.
Een andere anomalie die werd weggewerkt was dat in 1900 evenredige vertegenwoordiging werd ingevoerd voor wetgevende verkiezingen, maar voor de provincieraadsverkiezingen en voor de verkiezingen uit de provincieraden van de provinciale senatoren nog het meerderheidsstelsel van toepassing was. Tezamen met de vernieuwing van de provincieraadsverkiezingen met de provinciekieswet van 19 oktober 1921 werden de provincieraadsleden voortaan volgens evenredige vertegenwoordiging verkozen en tegelijk daarmee werden voortaan ook de provinciale senatoren door de provincieraden verkozen volgens evenredige vertegenwoordiging. 
Het aantal provinciale senatoren evolueerde mee met de bevolkingsgroei van 40 in 1921 tot 52 in 1991.

## Gevolgen van de invoering

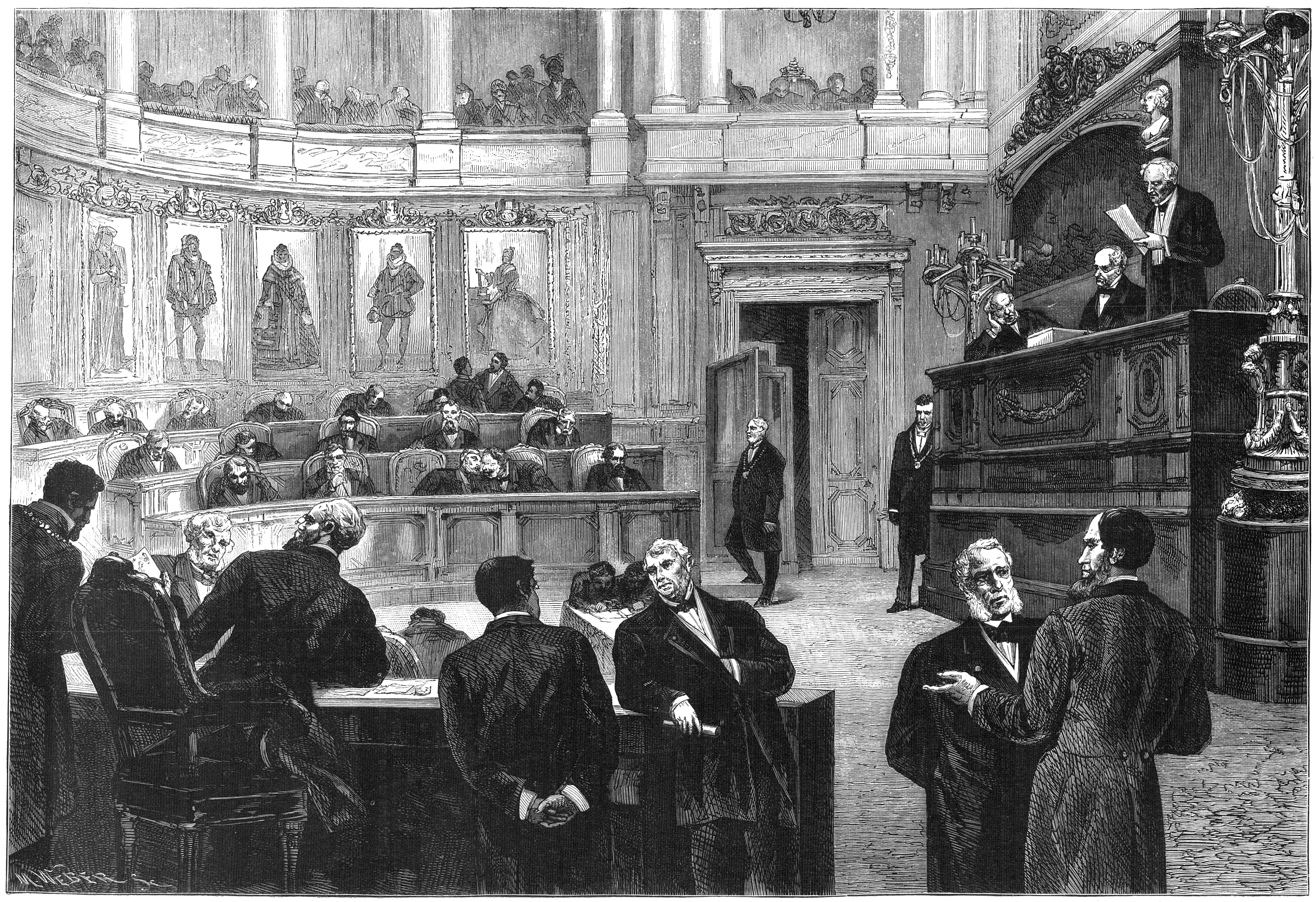
De plenaire zaal van de Belgische Senaat in 1880. Beeld van voor de verruiming van de zaal in 1903.

Naast de bevolkingsaangroei was het invoeren van de provinciale senatoren de oorzaak van een toename van het totaal aantal senatoren. Dat ging dermate ver, zodat de plenaire zaal na enige tijd te klein was geworden. Daarom werd in 1903 de vlakke wand achter het spreekgestoelte naar achteren verplaats. Het halfrond kreeg daardoor zijn huidige U-vorm.

## De afschaffing van de provinciale senatoren
Als gevolg van het Sint-Michielsakkoord van 1993 verdwenen de provinciale senatoren in 1995 uit de Senaat. Daarmee waren ze de eerste categorie van senatoren die werd afgeschaft. 
In de plaats van de provinciale senatoren kwamen de gemeenschapssenatoren.